# 小行星4682
小行星4682（4682 Bykov）是一颗绕太阳运转的小行星，为主小行星带小行星。该小行星于1973年9月27日发现。

## 轨道参数
小行星4682的轨道半长轴为2.2705121 UA，离心率为0.195。